# Cyclops novaezealandiae
Cyclops novaezealandiae – gatunek widłonoga z rodziny Cyclopidae, nazwa naukowa gatunku została po raz pierwszy opublikowana w 1879 roku przez nowozelandzkiego zoologa George'a Malcolma Thomsona.